# Лахесис
Ла́хесис, также Лахезис, Лахеса (др.-греч. Λάχεσις — «судьба», «определяющая участь», «дающая жребий»; лат. Lachesis), — средняя из трёх сестёр-мойр, богинь судьбы в древнегреческой мифологии. Лахесис является олицетворением случайностей судьбы, определяя её ещё до рождения человека (её младшая сестра, Клото, пряла нить судьбы, а старшая, Атропос, эту нить перерезала, олицетворяя смерть). Платон описывал Лахесис как сидящую на высоком стуле в белых одеждах, с венком на голове, прядущую на веретене необходимости и поющую о прошедшем.
Лахесис, как и её сестры, по одним вариантам мифа (архаическим) — дочери богини Нюкты, персонификации ночной темноты (которая, помимо мойр, была матерью смерти, сна, богини возмездия Немезиды и богини раздора Эриды), по другим — дочери Зевса и Фемиды. По Платону, Лахесис и её сестры — дочери вращающей мировое веретено богини необходимости (неизбежности, судьбы) Ананке.
В римской мифологии мойрам соответствовали Парки, а богине Лахесис — богиня Децима (лат. Decima), которая с помощью своего посоха отмеряла, насколько длинной будет жизнь человека.
Лахесис, как и её сестры, — частый персонаж различных произведений искусства. Художники обычно изображали Лахесис строгой девой, держащей шар, на котором она намечала человеческую судьбу, — либо держащую свёрток с предначертанной судьбой.
В честь богини Лахесис названы род южноамериканских ядовитых змей Lachesis (самый известный представитель которого известен под названиями сурукуку и бушмейстер), а также крупный астероид главного пояса (120) Лахесис.
Образ Лахесис, олицетворяющей случайности в судьбе человека, был использован английским натуралистом Джеймсом Эдвардом Смитом при издании путевых заметок знаменитого Карла Линнея, которые тот вёл во время своего одиночного путешествия по Лапландии в 1732 году. Первое издание этого сочинения было осуществлено в 1811 году в переводе на английский язык под названием Lachesis Lapponica: A Tour in Lapland (с англ. — «Лапландская Лахесис: путешествие в Лапландию»).